# TRL Award al migliore artista emergente
Il TRL Award al migliore artista emergente è uno dei premi dei TRL Awards, che viene assegnato dalla prima edizione dell'evento del 2006, in cui viene premiato dal pubblico il gruppo musicale dell'anno appena conclusosi. La categoria, dal 2006 al 2009, è stata riconoscibile con il nome di Best New Artist, nel 2010 con la nomenclatura Best New Generation, nel 2011 prende invece il nome di Best New Act. Nel 2012 riprende la nomenclatura usata nel 2010. Dal 2013, nella nuova cornice degli MTV Italia Awards, la categoria riprende il nome delle origini come Best New Artist.

## Vincitori e nominati

### Anni 2000
| Anno | Vincitore              | Nominati                                                        |
| ---- | ---------------------- | --------------------------------------------------------------- |
| 2006 | Hilary Duff            | - Finley - Jesse McCartney - Mondo Marcio - My Chemical Romance |
| 2007 | Thirty Seconds to Mars | - Fabri Fibra - Mondo Marcio - The Kooks - The New Story        |
| 2008 | Sonohra                | - Belinda - Electrovamp - Lost - Paramore                       |
| 2009 | dARI                   | - Katy Perry - Marracash - Metro Station - Miley Cyrus          |

### Anni 2010
| Anno | Vincitore            | Nominati |
| ---- | -------------------- | --- |
| 2010 | Broken Heart College | - Crookers - Jessica Brando - Nesli - Tony Maiello                                                                   |
| 2011 | Modà                 | - B.o.B - Cheryl Cole - Eliza Doolittle - Caro Emerald - Ghost - Mads Langer - Bruno Mars - Plan B - The Temper Trap |
| 2012 | Emis Killa           | - About Wayne - Erica Mou - Power Francers - Lucya Russo                                                             |